# Samkelo Mvimbi
Pour les articles homonymes, voir Mvimbi.
Samkelo Mvimbi, né le 23 janvier 1999 à Plettenberg Bay, est un joueur de hockey sur gazon sud-africain. Il poste de milieu de terrain au HC Université de Pretoria et avec l'équipe nationale sud-africaine.
Il participe aux Jeux olympiques d'été de 2020,.

## Carrière

### Jeux olympiques
- Premier tour : 2020